# آیین دو شمشیر
آیین دو شمشیر آیینی است که در قرن پنجم میلادی توسط آگوستین قدیس با توسل به آیه ای از انجیل متی که گفته است:

آنچه از آن سزار است به سزار و آنچه از آن خداست به خدا واگذار کنید

مطرح شد و در جامعه مسیحی رومی متشکل گردید.
این آیین در تمام ادوار قرون وسطی به منزله یک آیین مقبول پذیرفته و جز سنت قرار گرفت و هر زمان که بین پاپ و امپراتور اختلاف یا رقابتی پیش، به این آیین رجوع می‌نمودند.
این آیین رابطه بین روحانیات و دنیویات یا مذهب و سیاست را معلوم می‌کند.

## مفاد
1. حفظ علایق و منافع روحانی و روحانیون و حکومت بر ارواح و عقاید مردم که در حوزه اقتدار کلیسا قرار گرفت و تشکیل یک دستگاه سلسله مراتبی و یک سلسه تعلیمات خاص را دارد که کشیشان و روحانیان عهده‌دار آن بودند.
2. حفظ منافع و علایق دنیوی و حصول و حفظ صلح و نظم عدالت که در منطقه حکومت کشوری یا سیاسی واقع شد و تشکیل یک سلسله عملیاتی را می‌داد که زمامداران سیاسی و کارگزارن ایشان آن را بر عهده داشتند.

## کارکرد
برای این که بین دو قدرت فوق، یعنی کلیسا و حکومت، یک روح همکاری متقابل باشد، این آیین به وجود آمد.
این آیین حدود قدرت کلیسا و حکومت را مشخص می‌کند. حدودی که هر دو قدرت باید آنها را محترم شمارند.